# Cully (Vaud)
Pour les articles homonymes, voir Cully.
Cully [kyji]  est une localité de la commune de Bourg-en-Lavaux et une ancienne commune suisse du canton de Vaud, située dans le district de Lavaux-Oron.

## Géographie

Photo aérienne prise à 100 m par Walter Mittelholzer (1925).

Cully se situe au bord du Léman, entre Lausanne et Vevey, dans le canton de Vaud.

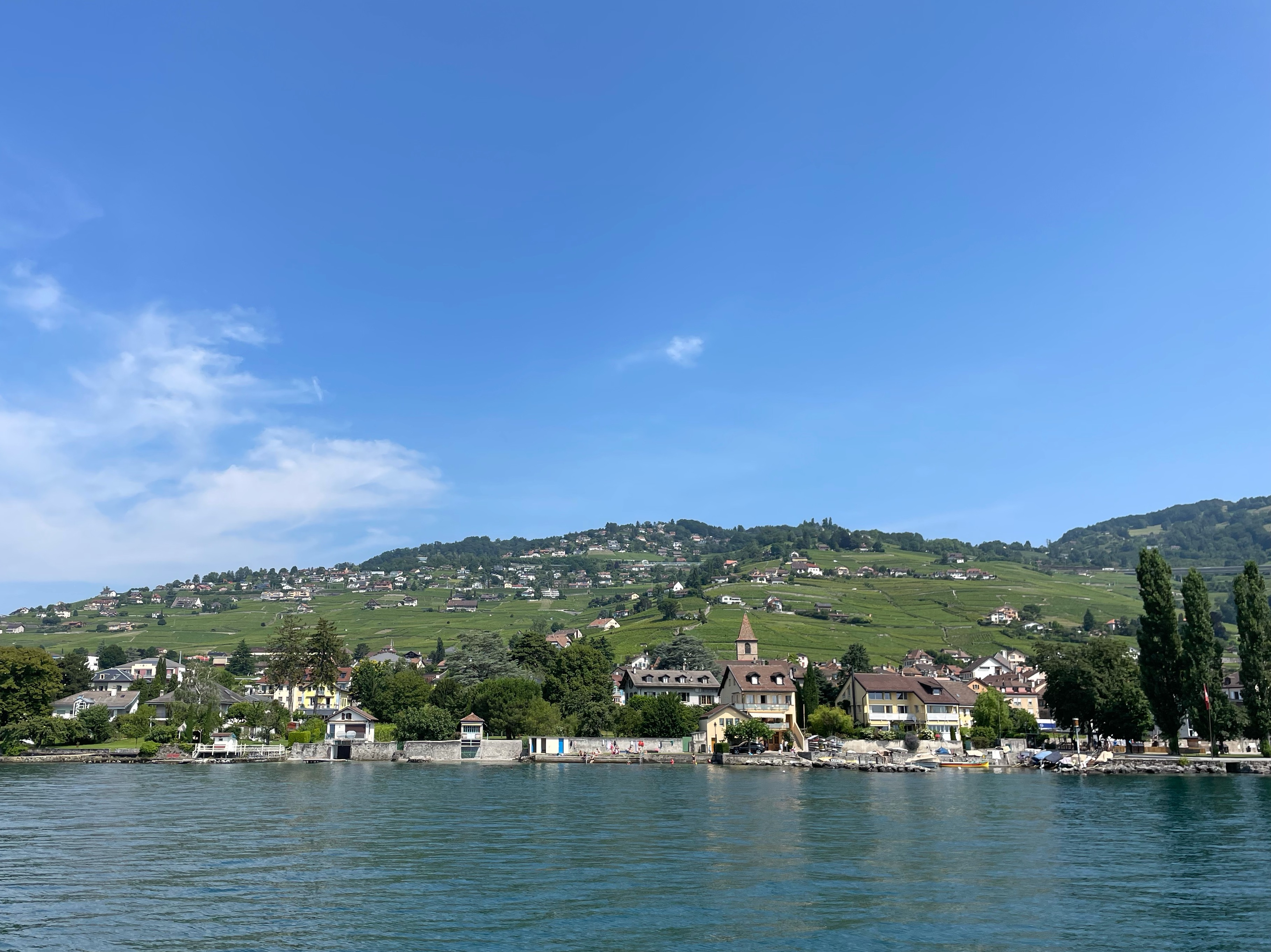
Vue depuis le lac Léman.

## Population

### Gentilé et surnom
Les habitants de la localité se nomment les Culliérans.
Ils sont surnommés les Ablettes.

## Économie
Cully est au cœur de la région vinicole de Lavaux.

## Histoire
En 2007, un projet de fusion avec les communes voisines d'Épesses, Grandvaux, Riex et Villette est relancé, deux ans après un premier refus en votation populaire d'un projet similaire le 25 février 2005. Le référendum est accepté le 17 mai 2009, les communes validant leur fusion sous le nom de Bourg-en-Lavaux dès le 1er juillet 2011.

## Patrimoine bâti
- Temple, église réformée, ancienne église Saint-Étienne, en partie reconstruite en 1865-1866 en style néogothique par l’architecte David Braillard. Subsistent cependant l’ancien bas-côté nord et le chœur, sur lequel le maître maçon Pierre Soppaz a édifié en 1521-1524 un clocher entièrement revêtu de tuf et percé, sur chaque face, d’une grande baie en arc brisé[5].
- Notre-Dame-des-Vignes de Lavaux, bâtie en 1964 par les architectes Paul-Louis Tardin et Fonso Boschetti[6].

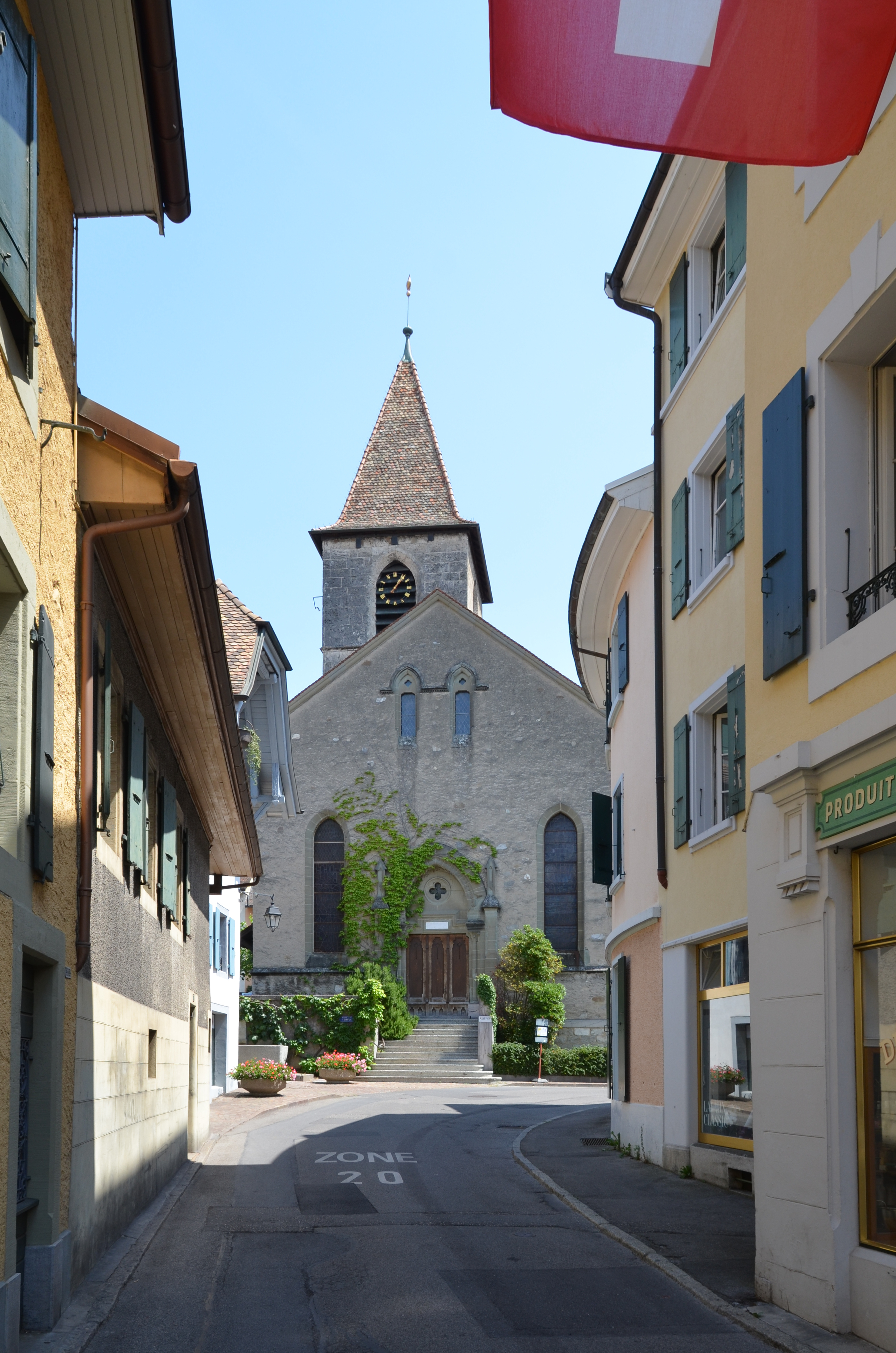
Temple.
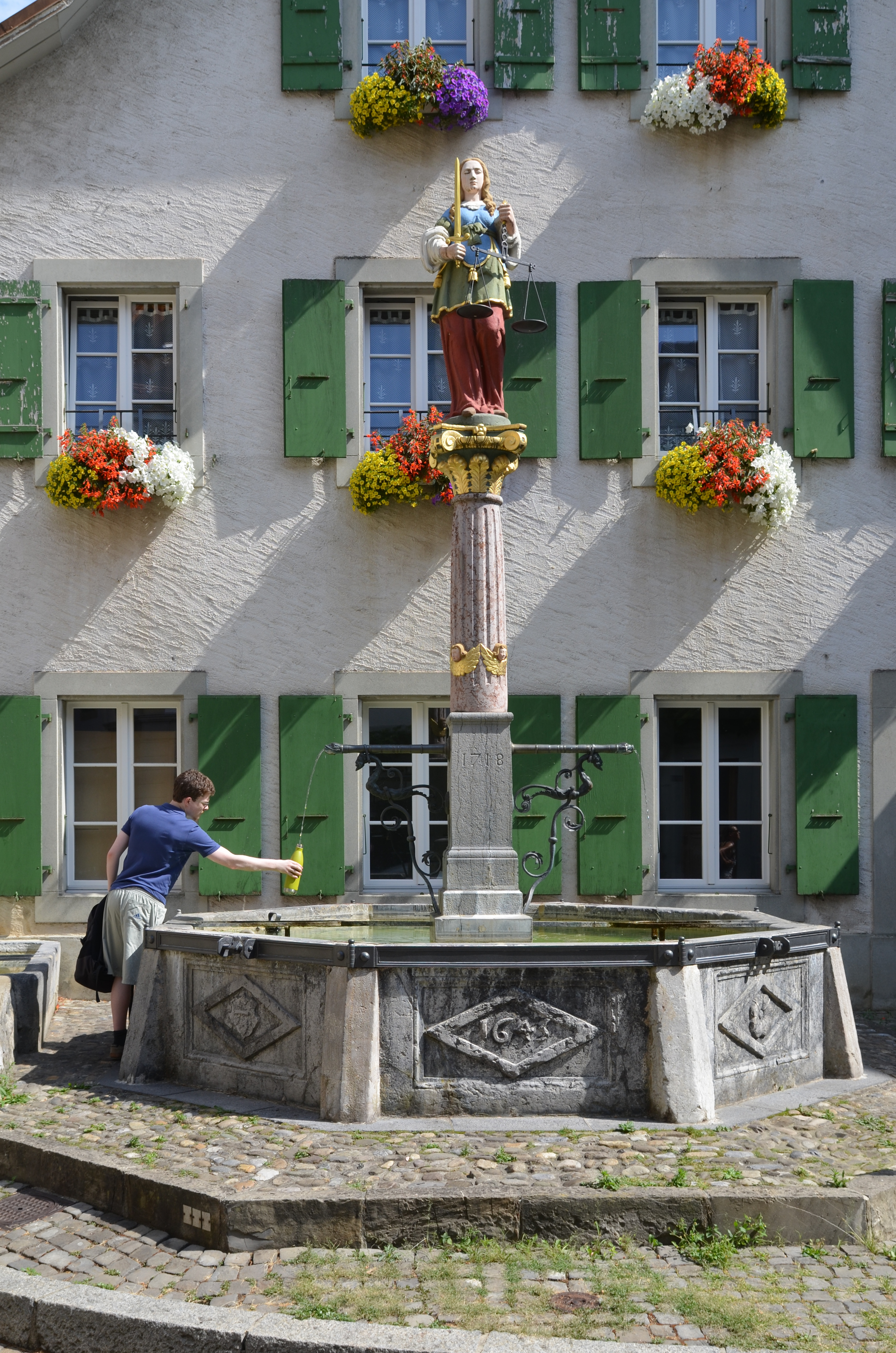
Fontaine de la Justice de 1643, restaurée en 2008.
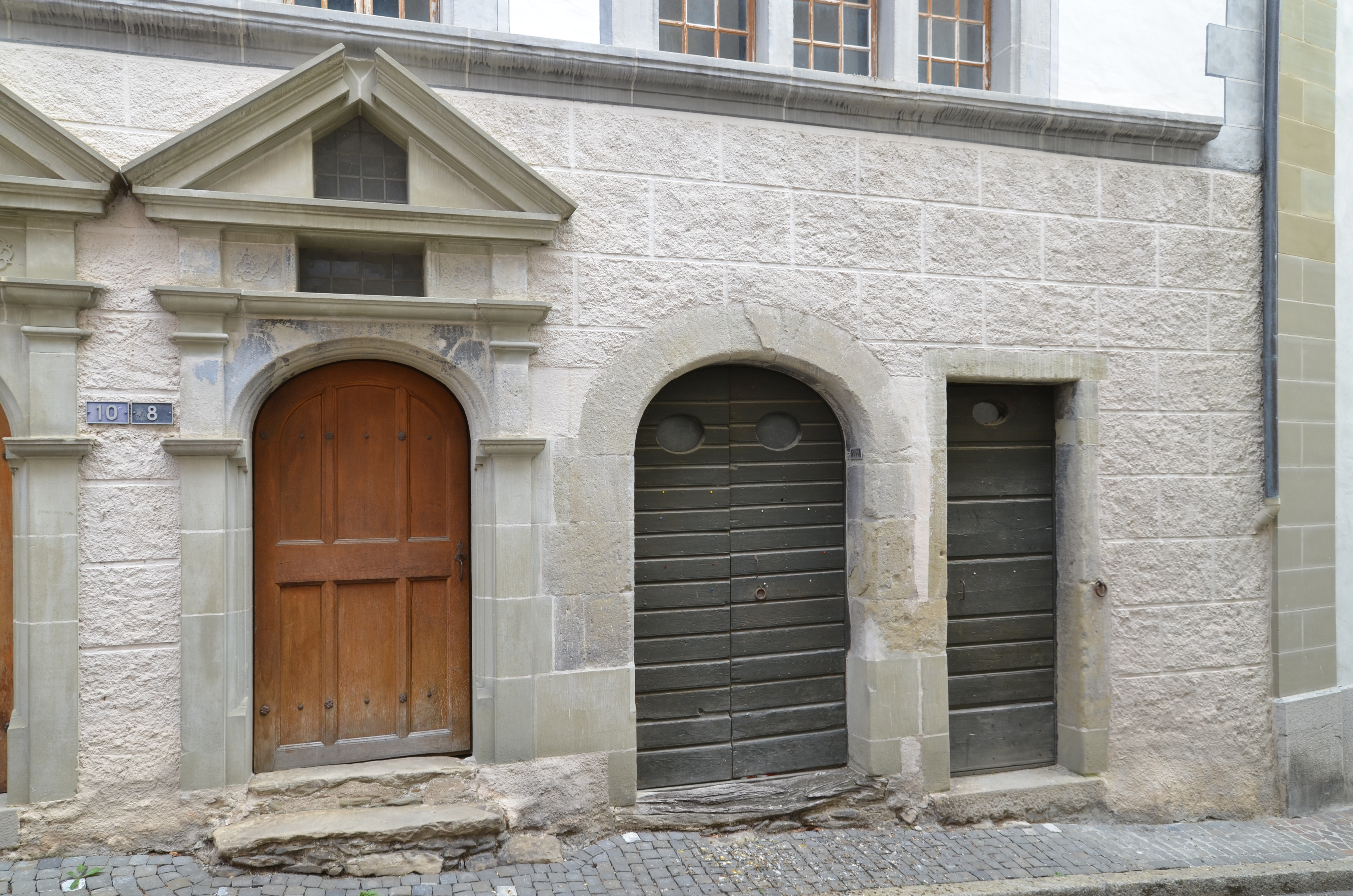
Ancienne maison des châtelains Muriset.
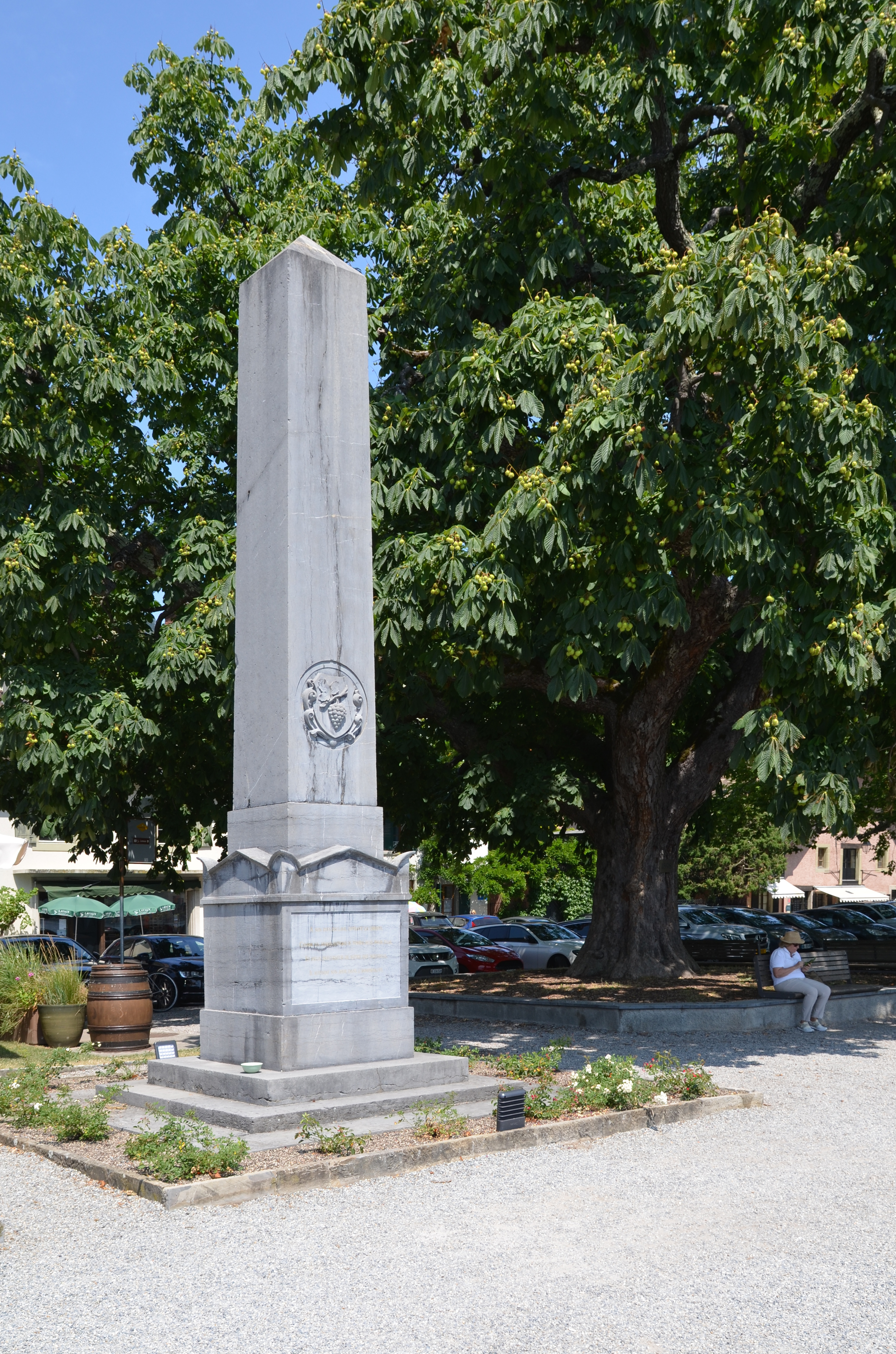
Monument au major Davel, érigé en 1841.

## Manifestations
Chaque année, sont organisés dans le village, le Cully Jazz Festival à la fin mars ou au début du mois d'avril, ainsi que le Cully Classique, festival de musique de chambre, en juin. Le HI HA NUT festival le dernier venu des festivals à Cully en 2010, programme que des musiciens suisses allemands, de tout style confondu. Il a lieu au tHBBC le premier week-end du mois d'octobre.